# Dragons' Den
Dragons' Den is een televisieprogramma afkomstig uit Japan, waar het tussen 2001 en 2004 werd uitgezonden door Nippon TV onder de naam マネーの虎 (manē no tora; de geldtijgers). Het format van dit programma is eigendom van Sony. Het is over de jaren in meer dan 30 landen uitgezonden na een succesvolle uitvoering van het programma onder de naam Dragons' Den in het Verenigd Koninkrijk vanaf 2005.

## Formule
De Nederlandse vertaling van de programmatitel is Hol van de draken. In Vlaanderen sprak men van de Leeuwenkuil. In het programma krijgen beginnende ondernemers de mogelijkheid hun droom waar te maken door aan een panel van investeerders (dragons) hun plannen uiteen te zetten in een pitch van vijf à tien minuten. Zij vragen de 'dragons' een bedrag te investeren in ruil voor een percentage van hun bedrijf. Vervolgens worden ze door het panel ondervraagd over hun product(en), hun plannen, hun omzet en hun winstprognoses. De dragons beslissen of zij in het bedrijf willen investeren en voor welk bedrag en tegen welk percentage. Als ze mogelijkheden zien doen ze, ieder individueel of ook wel samen, een aanbod. Na onderhandelingen, waarbij een kandidaat een tegenvoorstel kan doen of kan proberen de dragons tegen elkaar uit te spelen, kan een 'deal' worden gesloten.
Heeft de dragon op grond van argumenten de woorden  "Ik doe niet mee"  uitgesproken, dan kan hij/zij daarop niet meer terugkomen. Een kandidaat aan wie een dragon slechts een deel van het gevraagde bedrag heeft toegezegd zonder dat dit door een tweede dragon wordt aangevuld, krijgt niets. Afgewezen kandidaten krijgen van de dragons vaak welgemeende adviezen mee, die kunnen variëren van "probeer je bedrijf een steviger opzet te geven" tot "ga alsjeblieft iets heel anders doen". Aan de motiveringen wordt bij de Britse Dragons' Den meer zorg besteed dan bij de Nederlandse, waar de uitleg soms beperkt blijft tot "ik zie er niks in" of "ik heb er niks mee". Wel besteedt de Nederlandse versie meer aandacht aan introductie van de kandidaten voordat ze bij het panel binnenstappen.
Niet alle deals die worden gesloten leiden daadwerkelijk tot een investering. Voorafgaand aan de uitzending weten de panelleden niet wie zij voor zich krijgen en bij nader onderzoek kan blijken dat zaken minder kansrijk zijn dan men dacht. Dan kunnen dragons zich alsnog terugtrekken en komt uiteindelijk geen overeenkomst tot stand. Dit speelt zich af buiten het blikveld van de televisiekijkers en wordt niet bekendgemaakt.

## Nederland
De Nederlandse versie werd in 2007-2008 uitgezonden door de KRO en gepresenteerd door Jort Kelder. De jury bestond uit vijf durfkapitalisten Annemarie van Gaal, Arjen de Koning, Henk Keilman, Willem Sijthoff en Jan Pieter Melchior. De laatste werd in 2008 vervangen door George Banken.
Afleveringen van de BBC-versie, met bekende Britse ondernemers als Peter Jones, Deborah Meaden, Theo Paphitis en Touker Suleyman, zijn in Nederland uitgezonden door RTL 7 en RTL Z.
In april 2020 kwam er op NPO 1 opnieuw een Nederlandse versie van Vincent TV Producties voor WNL, gepresenteerd door Sander Schimmelpenninck (2020) en Jort Kelder (2021) met als 'dragons' Michel Perridon, Won Yip, Nikkie Plessen, Shawn Harris en Pieter Schoen. De eerste aflevering trok bijna een miljoen kijkers. Na twee seizoenen verhuisde het programma naar de nieuwe video-on-demand dienst Viaplay. Yip, Harris en Schoen bleven betrokken bij het programma, terwijl Peridon en Plessen werden vervangen door zakenvrouw Manon van Essen en ondernemer Bas Witvoet. Na 1 seizoen bij Viaplay is het tweede door Viaplay gemaakte seizoen te zien bij WNL op NPO 1 vanaf 1 september 2023. Dit tweede seizoen is niet te zien bij Viaplay ivm financiële problemen bij Viaplay.

## België
De Nederlandstalig Belgische versie heet Leeuwenkuil en wordt uitgezonden op de zender VIER. Bart Verhaeghe, Conny Vandendriessche, Luc Van Mol, Jürgen Ingels en Bart Deconinck vormen het team van investeerders. Het programma wordt gepresenteerd door Evy Gruyaert.

## Overzicht internationale versies
| Land                      | Naam                                              | Vertaald naar Nederlands                      | Uitgezonden           | Bekende investeerders                                          | Opmerkingen                             |
| ------------------------- | ------------------------------------------------- | --------------------------------------------- | --------------------- | -------------------------------------------------------------- | --------------------------------------- |
| Afghanistan               | Fikr wa Talash                                    | Droom en bereik                               | 2008-?                |                                                                |                                         |
| Arabische wereld          | العرين (Al Aareen)                                | Het nest                                      |                       |                                                                |                                         |
| Australië (Seven Network) | Dragons' Den                                      | Drakennest                                    | 2005                  |                                                                |                                         |
| Australië (Network Ten)   | Shark Tank (Australië)                            | Haaientank                                    | 2015-?                |                                                                |                                         |
| België (Vlaanderen)       | Leeuwenkuil                                       |                                               | 2018                  | Bart Verhaeghe Conny Vandendriessche Jürgen Ingels             |                                         |
| Canada (Engels)           | Dragons' Den                                      | Drakennest                                    | 2006 - heden          |                                                                |                                         |
| Canada (Frans)            | Dans l'œil du dragon                              | In het oog van de draak                       | 2012 - heden          |                                                                |                                         |
| China                     | 合伙中国人                                        | Chinese panter                                | 2016 - ?              |                                                                |                                         |
| Colombia                  | Shark Tank Colombia                               | Haaientank Colombia                           | 2018 - heden          |                                                                |                                         |
| Denemarken                | Løvens Hule                                       | Leeuwennest                                   | 2015 - ?              |                                                                |                                         |
| Duitsland                 | Die Höhle der Löwen                               | Het hol van de leeuw                          | 2014 - heden          |                                                                |                                         |
| Egypte                    | El Mashroua                                       | Het project                                   | 2013 - ?              |                                                                |                                         |
| Finland                   | Leijonan kita                                     | Leeuwenbek                                    | 2007                  |                                                                |                                         |
| Finland                   | Leijonan luola                                    | Leeuwennest                                   | 2013 - ?              |                                                                |                                         |
| Ierland                   | Dragons' Den                                      | Drakennest                                    | 2009 - ?              |                                                                |                                         |
| Israël                    | Hakrishim                                         | De draken                                     | 2006 - ?              |                                                                |                                         |
| Japan                     | マネーの虎 (Manē no Tora)                         | Geldtijgers                                   | 2001-2004             |                                                                |                                         |
| Kenia                     | Lions' Den                                        | Leeuwennest                                   | 2016 - ?              |                                                                |                                         |
| Mexico                    | Negociando con Tiburones                          | Onderhandelen met haaien                      |                       |                                                                |                                         |
| Nederland                 | Dragons' Den                                      | Hol van de draken Dragons' Den                | 2007-2008, 2020, 2021 | Henk Keilman Annemarie van Gaal Willem Sijthoff Nikkie Plessen |                                         |
| Nieuw-Zeeland             | Dragons' Den                                      | Drakennest                                    | 2006                  |                                                                |                                         |
| Nigeria                   | Dragons' Den                                      | Drakennest                                    | 2008                  |                                                                |                                         |
| Oekraïne                  | Акули бізнесу (Akuly biznesu)                     | Zakenhaaien                                   |                       |                                                                |                                         |
| Oostenrijk                | 2 Minuten 2 Millionen                             | 2 minuten, 2 miljoen                          |                       | Leo Hillinger                                                  |                                         |
| Pakistan                  | Idea Croron Ka                                    |                                               | 2017 - ?              |                                                                |                                         |
| Polen                     | Dragons' Den – jak zostać milionerem              | Drakennest - hoe word je een miljonair        | 2011 - ?              |                                                                |                                         |
| Portugal                  | Shark Tank                                        | Haaientank                                    | 2015 - ?              |                                                                |                                         |
| Roemenië                  | Arena Leilor                                      | Leeuwen-arena                                 | 2007 - ?              |                                                                |                                         |
| Rusland                   | KAPITAL                                           |                                               |                       |                                                                |                                         |
| Saoedi-Arabië             | التجار,                                           | Handelaars                                    | 2011                  |                                                                |                                         |
| Slovenië                  | Dober posel                                       | Goede deal                                    | 2012 - ?              |                                                                |                                         |
| Spanje                    | Tu Oportunidad                                    | Jouw kans                                     | 2013 - ?              |                                                                |                                         |
| Sri Lanka                 | ඇත් පවුර (Ath Pavura)                               | Muur van slagtanden                           | 2017 - ?              |                                                                | Richt zich op sociaal bewust ondernemen |
| Tsjechië                  | Den D                                             | D-dag                                         | 2009 - ?              |                                                                |                                         |
| Turkije                   | Dragon's Den Türkiye                              | Drakennest Turkije                            |                       |                                                                |                                         |
| Verenigd Koninkrijk       | Dragons' Den                                      | Drakennest                                    | 2005 - heden          | Peter Jones Touker Suleyman Theo Paphitis Deborah Meaden       |                                         |
| Verenigde Staten          | Shark Tank                                        | Haaientank                                    | 2009 - heden          | Mark Cuban Robert Herjavec Lori Greiner                        |                                         |
| Zuid-Afrika               | Dragon's Den South Africa Shark Tank South Africa | Drakennest Zuid-Afrika Haaientank Zuid-Afrika | 2014 - 2015 2016 - ?  |                                                                |                                         |
| Zweden                    | Draknästet                                        | Drakennest                                    | 2009 - ?              |                                                                |                                         |